# Poljaci u Hrvatskoj
Poljska manjina u Hrvatskoj je jedna od 22 priznate nacionalne manjine Hrvatske. Prema popisu stanovništva iz 2011. godine u Hrvatskoj živi 672 Poljaka, od čega najviše u Gradu Zagrebu

## Udruge
- Poljska kulturna udruga  "Mikolaj Kopernik" Zagreb

(Vokalni ansambl „ M.Kopernik“; Plesni ansambl Poljske kulturne udruge ″M. Kopernik″) 
- Poljska kulturna udruga "Fryderyk Chopin", Rijeka
- Poljska kulturna udruga "Polonez", Kaštel Stari
- Poljska kulturna udruga "Wisła", Osijek
- Poljsko prosvjetno društvo, Zagreb

## Kretanje broja Poljaka
- Napomena: U popisu stanovništva 1948. godine bilježeni u okviru podataka za ostale.

## Poznati Poljaci i osobe poljskoga podrijetla u Hrvatskoj
- Emilij Laszowski[4] (po ocu)
- Adolf Moszynski
- Slavoljub Penkala (po ocu)
- Milivoj Omašić (po djedu)
- Vanda Kochansky-Devidé (po pradjedu)
- Aleksandar Flaker
- Benedikt Fostač
- Antun Fostač
- Verena (Janja) Fostač
- Ignacije Fostač[5]
- Stanisław Jastrzebski, hrv. operni pjevač
- Feliks Niedzielski, hrvatski katolički aktivist
- Stanko Sielski (1891. – 1958.), hrv. liječnik, Pravednik među narodima
- Alfred Joseph Krupa, slikar i izumitelj[6]
- Alfred Krupa, slikar (po djedu)[7]

## Zanimljivosti
- U drugoj polovici 19. stoljeća u Hrvatskoj je živio i djelovao poljski inženjer Jan Szczepaniak. Radio je na izgradnji željeznice u Istri i savskih nasipa, za što je odlikovan zlatnim križem zasluga. Godine 1880. zaposlio se u gradskoj upravi Zagreba i svjedočio velikom potresu koji je pogodio hrvatsku metropolu. Izabran je u Gradjevno-eksekutivni odbor koji je procjenjivao i otklanjao štetu, da bi potom skupljao podatke o potresu u znanstvene svrhe. O tom je potresu održao izlaganja u Varšavi i Krakovu i prihod od njih uplatio žrtvama te prirodne katastrofe.[8]

## Vanjske poveznice
- Poljaci. Portal Predstavnika poljske nacionalne manjine Grada Zagreba
- Poljska kulturna udruga  "Mikolaj Kopernik" Zagreb  Arhivirana inačica izvorne stranice od 22. lipnja 2008. (Wayback Machine)
- Poljska kulturna udruga "Fryderyk Chopin", Rijeka  Arhivirana inačica izvorne stranice od 21. rujna 2009. (Wayback Machine)
- Poljska kulturna udruga "Polonez", Kaštel Stari
- Istaknuti Zagrepčani poljskog podrijetla
- Slaven Kale, Poljska manjina u Hrvatskoj 1945.-2012.
- Slaven Kale, Poljaci u Hrvatskoj

- Slawomir Kudela, Walter Pater: Časnici poljske ratne mornarice - apsolventi carsko kraljevske vojne pomorske akademije u Rijeci  Arhivirana inačica izvorne stranice od 14. prosinca 2010. (Wayback Machine), Gdanjsk, 2010.